# Birds of a Feather (computerwereld)
Birds of a Feather (BoF) kan in de computerwereld verwijzen naar:
- Een informele discussiegroep. In tegenstelling tot de Special Interest Groups of werkgroepen zijn BoFs informeel en vaak in een ad-hocmanier gevormd. Het acroniem wordt gebruikt door de Internet Engineering Task Force (IETF) om de eerste bijeenkomsten van de leden die geïnteresseerd zijn in een bepaald onderwerp aan te duiden.
- Een BoF-sessie, een informele ontmoeting op conferenties, waar de aanwezigen groeperen op basis van een gedeeld belang en discussies voeren zonder enige vooraf geplande agenda.

Het eerste gebruik van deze term onder de informatici is onzeker, maar het werd gebruikt tijdens DECUS-conferenties en kunnen gebruikt zijn bij SHARE-gebruikersgroepbijeenkomsten in de jaren 1960.
BoFs kunnen netwerken en partnerschapsvorming van subgroepen faciliteren, met inbegrip van functioneel-georiënteerde groepen, zoals CEO's of geografisch georiënteerde groepen. BoFs staan over het algemeen meer interactie met het publiek toe dan paneldiscussies die meestal op conventies gezien worden; de discussies zijn niet volledig ongeleid, want er is nog steeds een gespreksleider.
De term is afgeleid van het spreekwoord "Birds of a feather flock together" (soort zoekt soort). (In het oude poëtische Engels betekent "birds of a feather" dat vogels dezelfde soort van veren hebben, dus het spreekwoord verwijst naar het feit dat vogels samenkomen met vogels van hun eigen soort.)